# Pusztamiske
Pusztamiske è un comune dell'Ungheria di 487 abitanti (dati 2001). È situato nella contea di Veszprém.